# Liste des gouverneurs coloniaux de la Grenade
Cet article dresse la liste des gouverneurs coloniaux de la Grenade depuis la conquête de l'île par les Français en 1649 jusqu'à son indépendance du Royaume-Uni en 1974. À la suite de l'indépendance, le vice-roi de Grenade cesse de représenter la monarchie britannique et le gouvernement du Royaume-Uni et ne possède plus la nationalité britannique. Le chef du nouvel État de facto est rebaptisé gouverneur général de la Grenade, il représente le monarque de la Grenade et il doit être un citoyen grenadien.

## Gouverneurs français de la Grenade (1649–1762)
- Jean Le Comte, 1649–1654
- Louis de Cacqueray-Valménier, 1654–1658
- Jean François du Buc, 1658-1660[1]
- Jean Faudoas de Cérillac, 1660–1664[2]
- « Sieur » Vincent, 1664–1670[3]
- Louis de Canchy de Lerole, 1671–1674
- Pierre de Sainte-Marthe de Lalande, 1675–1679
- Jacques de Chambly, 1679–1680
- Nicolas de Gabaret, 1680–1689
- Louis Ancelin de Gémozac, 1690–1695
- De Bellair de Saint-Aignan, 1696–1700
- Joseph de Bouloc, 1701–1708
- Paul-François de La Grange d'Arquien, 1709-1711
- Guillaume-Emmanuel-Théodore de Maupeou, comte de l'Estrange, 1711–1716
- Jean-Michel de Lépinay, 1717–3 January 1721
- Jean Balthazard du Houx, 1721–1722
- Robert Giraud du Poyet, 1723–1727
- Charles de Brunier, marquis de Larnage, 1727–1734
- Jean Léon Fournier de Carles de Pradines, 1734–1748
- Philippe de Longvilliers de Poincy, 1748–1757
- Pierre-Claude Bonvoust d'Aulnay de Prulay, 1757–1762

## Gouverneurs britanniques de la Grenade (1762–1779)
En 1763, le traité de Paris cède la Grenade au Royaume-Uni.
- George Scott, 1762–1764
- Robert Melville, 1764, intérim, (1)
- Ulysses FitzMaurice, 1764–1770, (1)
- Robert Melville, 1770–1771, (2)
- Ulysses FitzMaurice, 1771, (2)
- William Leybourne, 1771–1775
- William Young, 1776
- Lord Macartney, 1776–1779

## Gouverneur français de la Grenade (1779–1783)
- Jean-François, comte de Durat, 1779–1782, gouverneur général, (possession française après la prise de Grenade)

## Gouverneurs britanniques de la Grenade (1784–1802)
- Edward Mathew, 1784–1785
- William Lucas, 1785–1787, intérim
- Samuel Williams, 1787–1788, intérim, (1)
- James Campbell, 1788–1789, intérim
- Samuel Williams, 1789–1792, intérim, (2)
- Ninian Home, 17 novembre 1792–1795
- Kenneth Francis Mackenzie, 1795, intérim
- Samuel Mitchell, 1795–1796, intérim
- Alexander Houstoun, 1796–1797
- Charles Green, 30 septembre 1797–1801
- Samuel Dent, 1801–1802, intérim

## Lieutenants-gouverneurs de la Grenade (1802–1882)
En 1802, le gouverneur de Grenade est remplacé par un lieutenant-gouverneur, subordonné au gouverneur de la Barbade.
- George Vere Hobart, 1802–5 novembre 1802
- Thomas Hislop, 1803–1804
- William Douglas MacLean Clephane, 1804–1805
- Frederick Maitland, 29 mars 1805–1811
- Abraham Charles Adye, 1811–1812
- George Robert Ainslie, 1812–1813
- Charles Shipley, 1813–1815, intérim
- George Paterson, 1815–1816, intérim, (1)
- Phineas Riall, 1816–1823
- George Paterson, 1823–1826, intérim, (2)
- James Campbell, 1826–1833

En 1833, Grenade est intégrée aux Îles-du-Vent britanniques avec la Barbade, Sainte-Lucie, Saint-Vincent et les Grenadines. Le gouverneur de la Barbade conserve sa souveraineté sur la Grenade et le lieutenant-gouverneur de la Grenade reste son subordonné.
- George Middlemore, 1833–1835
- John Hastings Mair, 1835–1836
- Carlo Joseph Doyle, 1836–1846
- Ker Baillie Hamilton, 1846–1853
- Robert William Keate, 1853–1857
- Cornelius Hendricksen Kortright, 1857–1864
- Robert Miller Mundy, 1864–1871
- Sanford Freeling, 1871–1875
- Cyril Clerke Graham, 1875–1877
- Robert William Harley, 1877–1882

## Administrateurs de la Grenade (1882–1967)
En 1882, le poste de lieutenant-gouverneur de la Grenade est remplacé par celui d'administrateur. L'administrateur reste subordonné au gouverneur de la Barbade. En 1885, la Barbade quitte le contrôle administratif des Îles-du-Vent britanniques. Un nouveau gouverneur des Îles-du-Vent britanniques (en) est nommé, et il est basé à Grenade. L'administrateur de la Grenade est alors un poste secondaire dont les prérogatives s'étendent uniquement à l'île de la Grenade.
- Irwin Charles Maling, 1882, (1)
- Roger Tuckfield Goldsworthy, 1882–1883
- Edward Laborde, 1883–1886, (1)
- Irwin Charles Maling, 1886–1887, (2)
- Henry Rawlins Pipon Schooles, 1887–1888
- Edward Laborde, 1889, (2)
- John Elliott, 1889–1892
- Edward Rawle Drayton, 1892–1915
- Herbert Ferguson, 1915–1930
- Hilary Rudolph Robert Blood, 1930–1935
- William Leslie Heape, 1935–1940
- Charles Henry Vincent Talbot, 1940–1942
- George Conrad Green, 1942–1951
- Wallace MacMillan, 1951–1957
- James Monteith Lloyd, 1957–1962

Entre 1958 et 1962, la Grenade fait partie de la brève fédération des Indes occidentales.
- Lionel Achille Pinard, 1962–1964
- Ian Turbott, 1964–1967

## Gouverneurs de la Grenade (1967–1974)
Le 3 mars 1967, la Grenade devient un État associé du Royaume-Uni, responsable de ses affaires internes. Un gouverneur est alors nommé comme représentant officiel de la reine du Royaume-Uni.
| # | Nom                                                                           | Image | Entrée en fonction | Sortie de fonction |
| - | ----------------------------------------------------------------------------- | ----- | ------------------ | ------------------ |
| 1 | Sir Ian Turbott (maintenu)                                                    |       | 1967               | 1968               |
| 2 | Dame Hilda Bynoe Première et seule femme à avoir été gouverneur de la Grenade |       | 1968               | 21 janvier 1974    |
| 3 | Sir Leo de Gale (intérim)                                                     |       | 24 janvier 1974    | 7 février 1974     |

Le 7 février 1974, la Grenade obtient son indépendance du Royaume-Uni. Après l'indépendance, le poste de gouverneur de la Grenade est supprimé et le chef de l’État de facto est désormais le gouverneur général de la Grenade.